# Aleksiej Gutor
Aleksiej Jewgieniewicz Gutor (ur. 18 sierpnia?/30 sierpnia 1858 w Woroneżu, zm. 13 sierpnia 1938 w Moskwie) – rosyjski wojskowy, generał porucznik armii imperium Rosyjskiego, oficer Armii Czerwonej.

## Życiorys
Ukończył 4 Moskiewski Korpus Kadetów i Michajłowską Szkołę Artylerii w Petersburgu. Mianowany na stopień oficerski w 1889, w 1895 skończył Nikołajewską Akademię Sztabu Generalnego. Służył w sztabie Moskiewskiego Okręgu Wojskowego, dowodził kompanią, batalionem, w sztabie Korpusu Grenadierów. Od kwietnia 1900 został wykładowcą przedmiotów wojskowych w Moskiewskiej Szkole Oficerskiej. Od września 1901 oficer do zadań specjalnych w sztabie 12 Korpusu Armijnego, następnie oficer do zadań specjalnych w sztabie Kijowskiego Okręgu Wojskowego.
Uczestnik wojny rosyjsko-japońskiej 1904 - 1905. Od marca 1904 szef sztabu 9 Dywizji Piechoty. W czasie walk ranny. Od 14 czerwca 1905 dowódca 121 Pienzeńskiego pułku piechoty. Mianowany na generała majora w listopadzie 1910, został dowódcą Moskiewskiego Pułku Piechoty Gwardii Cesarskiej.
Po mobilizacji 19 lipca 1914 szef sztabu 4 Armii (dowódca gen. A. J. Zalca), z którą rozpoczął I wojnę światową. W grudniu 1914 mianowany generałem porucznikiem. Od 1 kwietnia 1915 dowódca 34 Dywizji Piechoty, od 6 marca 1916 dowódca 6 KA, wchodzącego w skład 11 Armii. W operacjach w czerwcu 1916 Korpus atakował w kierunku na Worobiewkę, ale bez sukcesów i poniósł bardzo duże straty (15 tys. żołnierzy, przy stratach przeciwnika 3 tys.).
Na początku 1917 dowódca 11 KA. Po rewolucji lutowej 1917, od 15 kwietnia dowódca 11 Armii. Od 22 maja 1917 naczelny dowódca Frontu Południowo-Zachodniego. Dowodził Frontem w czasie natarcia czerwcowego 1917. Zadaniem Frontu było rozbicie wojsk austro-węgierskich osłaniających kierunek lwowski. Główne uderzenie wykonały armie 7 i 11 w kierunku na Lwów. Po początkowych sukcesach (zdobyto Halicz i Kałusz), 19 lipca dowództwo niemieckie wykonało kontratak, który spowodował niezorganizowany odwrót najpierw 11 Armii, a potem pozostałych sił Frontu. Wojska zatrzymały się 28 lipca na linii Brody, Zbaraż, Grzymałów, Kimpolung. W czasie natarcia Front stracił ok. 40 tys. żołnierzy. Gen. Gutor został usunięty ze stanowiska 23 lipca i zaliczony do rezerwy Stawki, a następnie przeniesiony do rezerwy kadrowej Moskiewskiego Okręgu Wojskowego.
W 1918 wstąpił do Armii Czerwonej. Został wyznaczony w sierpniu 1918 na przewodniczącego Komisji Regulaminowej. W maju 1920 był członkiem Zebrania Specjalnego przy naczelnym dowódcy Robotniczo-Chłopskiej Armii Czerwonej (R-Ch A Cz). Później był wykładowcą Akademii R-Ch A Cz. Od 1931 pozostawał w stanie spoczynku. Był represjonowany, rozstrzelany w 1938.